# مهند عوض
مهند عوض (انگلیسی: Muhannad Awadh؛ زادهٔ ۲۷ مهٔ ۱۹۹۲) یک ورزشکار اهل عربستان سعودی است.
از باشگاه‌هایی که در آن بازی کرده‌است می‌توان به الاتحاد، نجران، و الوحده اشاره کرد.